# 陳妍希
陳妍希（ミシェル・チェン、1983年5月31日 - ）は、台湾の女優。

## 来歴
本名は陳玫璇。2011年の映画『あの頃、君を追いかけた』のヒロイン「沈佳宜」役でブレイクした。

## 私生活
2015年8月26日、ドラマ『神雕侠侶 〜天翔ける愛〜』で共演した年下の中国の俳優チェン・シャオ（陳暁）との交際を認めた。二人は2016年7月5日に結婚証明書を取得し、同日に妊娠を発表した。同年7月19日、二人の結婚式が北京の雁栖湖で行われ、300名以上のゲストが出席し、7月21日には台北のマンダリン・オリエンタル・ホテルで披露宴が開かれた。年末には台北市で男児を出産した。2025年2月18日、二人は声明を発表し、離婚を公表。今後も共同で子供を育てていくことを明らかにした。

## 出演作品

### ドラマ
- 天使のラブクーポン（換換愛）(2007)
- 君につづく道（這裡發現愛）(2008)
- 笑うハナに恋きたる（不良笑花）(2008)
- 国民英雄-X（國民英雄）(2010)
- （珍愛林北）(2011)
- 五月に降る雪（記得･我們有約）(2011)
- （閃昏）(2013)
- 神雕侠侶 〜天翔ける愛〜（神鵰俠侶）(2014)
- （秦時明月）(2015)
- （北上廣依然相信愛情）(2016)
- （大媽的世界）(2021)
- 暖かくて、甘くて（溫暖的甜蜜的）(2023)
- テレサ・テン 歌姫を愛した人々（但願人長久）(2024)
- （親愛的仇敵）(2025)
- （藏海傳）(2025)

### 映画
- 聴説(2009) - 大阪アジアン映画祭2010で上映[2]。
- あの頃、君を追いかけた(2011)　第24回東京国際映画祭で上映[3]、2013年9月公開。
- パンのココロ（中国語版）(2012)　第25回東京国際映画祭で上映[4]。
- 花様〜たゆたう想い〜（中国語版）(2012)　第25回東京国際映画祭で上映。
- 在一起 (2013)
- ドラゴン・コップス〜微笑捜査線〜（不二神探） (2013)
- 完美假妻168 (2014)
- 城市遊戲 (2014)
- 等一個人咖啡 (2014)
- 12金鴨 (2015)
- 結婚迷走記 GO LALA GO (2015)
- シャドウプレイ (2018)
- 夢の裏側 ドキュメンタリー・オン・シャドウプレイ (2019)
- 跟你老婆去旅行 (2021)